# Serie B 1997-1998 (calcio femminile)
L'edizione 1997-1998 è stata la ventinovesima edizione del campionato di Serie B femminile italiana di calcio.

## Stagione

### Novità
Variazioni prima dell'inizio del campionato:
cambi di denominazione:
- da "A.C. Atletico Taormina" di Taormina ad "A.C. Atletico Giarre" di Giarre,
- da "A.C.F. Orchidea Perugia" ad "A.C.F. Perugia",
- da "A.C.F. Reggiana Refrattari Zambelli" ad "A.C. Reggiana Femminile",
- da "C.F. Rivaltese" di Rivalta sul Mincio a "C.F. Curtatone" di Curtatone,
- da "A.C.F. Sant'Alessio" ad "A.C.F. Lucca".

fusioni:
- "GEAS Sez. C.F." di Sesto San Giovanni e "A.C.F. Ambrosiana" di Milano Crescenzago in "C.F. GEAS Ambrosiana" di Sesto San Giovanni,
- "Packcenter Imola A.C.F." di Imola e "C.F.P. Campanella" di Imola in "Packcenter C.F. Imolese" di Imola.

Società non aventi diritto ammesse in Serie B:
- "A.C.F. Alessandria" di Alessandria (dal C.R. Piemonte-Valle d'Aosta),
- "Arezzo C.F." di Arezzo (dal C.R. Toscana),
- "A.S. Ars et Labor Mesagne" di Mesagne (9ª nel girone C della Serie B e retrocessa in Serie C),
- "Pol. Flumini" di Quartu Sant'Elena (12ª nel girone A della Serie B e retrocessa in Serie C),
- "A.S. Martina Franca" di Martina Franca (8ª nel girone C della Serie B e retrocessa in Serie C),
- "G.S. Olbia C.F." di Olbia (dal C.R. Sardegna),
- "A.C.F. Orchidea Perugia" di Perugia (dal C.R. Umbria),
- "C.F. Rivaltese" di Rivalta sul Mincio (2ª nel girone unico della Serie Provinciale Lombardia),
- "G.S.F. Spezia" de La Spezia (10ª nel girone A della Serie B e retrocessa in Serie C),
- "A.C.F. Spilamberto" di Spilamberto (dal C.R. Emilia-Romagna),
- "C.F. Teramo" di Teramo (11ª nel girone B della Serie B e retrocessa in Serie C),
- "U.S.C.F. Vittorio Veneto" di Vittorio Veneto (10ª nel girone B della Serie B e retrocessa in Serie C).

Hanno rinunciato al campionato di Serie B:
- "A.C.F. Calendasco" di Calendasco (15ª e retrocessa in Serie B dalla Serie A), dichiarata inattiva,
- "Quarticciolo Lazio" di Roma (7ª nel girone C della Serie B), dichiarata inattiva.

Ha chiesto l'iscrizione in Serie C:
- "A.C.F. Jolly Marostica".

### Formula
Vi hanno partecipato 46 squadre divise in tre gironi. La prima classificata di ognuno dei tre gironi viene promossa in Serie A. Le ultime tre classificate di ciascun girone vengono retrocesse nei rispettivi campionati regionale di Serie C.

## Girone A

### Squadre partecipanti
| Club                   | Città                | Stagione 1996-1997                                        |
| ---------------------- | -------------------- | --------------------------------------------------------- |
| A.C.F. Alessandria     | Alessandria          | 6º posto e ripescata dalla Serie C Piemonte-Valle d'Aosta |
| Arezzo C.F.            | Arezzo               | in Serie C Toscana                                        |
| A.S. Attilia Nuoro     | Nuoro                | 6º posto in Serie B/A                                     |
| A.C.F. Cicos Cabras    | Cabras               | 1º posto in Serie C Sardegna                              |
| C.F. Curtatone         | Curtatone            | 2º posto in Serie Regionale Lombardia                     |
| U.S. Filago            | Filago               | 1º posto in Serie Regionale Lombardia                     |
| A.C.F. Firenze         | Firenze              | 8º posto in Serie B/A                                     |
| C.F. GEAS Ambrosiana   | Sesto San Giovanni   | 3º posto in Serie B/A                                     |
| S.S. Ideal Club Incisa | Incisa in Val d'Arno | 2º posto in Serie B/A                                     |
| A.C.F. Lucca           | Lucca                | 9º posto in Serie B/A                                     |
| S.S. Olbia C.F.        | Olbia                | in Serie C Sardegna                                       |
| A.C.F. Pecetto         | Pecetto Torinese     | 1º posto in Serie C Piemonte-Valle d'Aosta                |
| Pol. Rossiglione       | Rossiglione          | 1º posto in Serie C Liguria                               |
| G.S.F. Spezia          | La Spezia            | 10º posto in Serie B/A                                    |
| F.C.F. Tradate Abbiate | Tradate              | 4º posto in Serie B/A                                     |
| C.F. Trecate           | Trecate              | 7º posto in Serie B/A                                     |

### Classifica finale
|  | Pos. | Squadra           | Pt | G  | V  | N  | P  | GF | GS | DR  |
|  | ---- | ----------------- | -- | -- | -- | -- | -- | -- | -- | --- |
|  | 1.   | GEAS Ambrosiana   | 72 | 30 | 22 | 6  | 2  | 67 | 22 | +45 |
|  | 2.   | Attilia Nuoro     | 62 | 30 | 19 | 5  | 6  | 73 | 39 | +34 |
|  | 3.   | Cicos Cabras      | 58 | 30 | 18 | 4  | 8  | 74 | 35 | +39 |
|  | 4.   | Lucca             | 47 | 30 | 14 | 5  | 11 | 39 | 44 | -5  |
|  | 5.   | Arezzo            | 41 | 30 | 10 | 11 | 9  | 59 | 37 | +22 |
|  | 6.   | Curtatone         | 40 | 30 | 10 | 10 | 10 | 41 | 38 | +3  |
|  | 7.   | Ideal Club Incisa | 39 | 30 | 10 | 9  | 11 | 38 | 44 | -6  |
|  | 8.   | Tradate Abbiate   | 38 | 30 | 11 | 5  | 14 | 39 | 43 | -4  |
|  | 9.   | Trecate           | 37 | 30 | 10 | 7  | 13 | 56 | 54 | +2  |
|  | 10.  | Olbia             | 35 | 30 | 9  | 8  | 13 | 38 | 46 | -8  |
|  | 11.  | Pecetto           | 34 | 30 | 9  | 7  | 14 | 44 | 58 | -14 |
|  | 11.  | Filago            | 34 | 30 | 8  | 10 | 12 | 26 | 40 | -14 |
|  | 13.  | Firenze           | 33 | 30 | 9  | 6  | 15 | 35 | 52 | -17 |
|  | 14.  | Alessandria       | 32 | 30 | 8  | 8  | 14 | 39 | 59 | -20 |
|  | 14.  | Rossiglione       | 32 | 30 | 9  | 5  | 16 | 30 | 56 | -26 |
|  | 16.  | Spezia            | 29 | 30 | 7  | 8  | 15 | 40 | 71 | -31 |

Legenda:
      Promossa in Serie A
      Retrocessa in Serie C
Note:
Tre punti a vittoria, uno a pareggio, zero a sconfitta.
L'Alessandria è stato successivamente riammesso a completamento organici.
Il Lucca, il Filago e il Firenze hanno successivamente rinunciato all'iscrizione in Serie B.

## Girone B

### Squadre partecipanti
| Club                      | Città                | Stagione 1996-1997                        |
| ------------------------- | -------------------- | ----------------------------------------- |
| Bologna C.F.              | Bologna              | 3º posto in Serie B/B                     |
| Calcio Chiasiellis        | Chiasiellis          | 8º posto in Serie B/B                     |
| A.C.S. Delfino            | Cagliari             | 5º posto in Serie B/A                     |
| A.C.F. Dinamo Faenza      | Faenza               | 5º posto in Serie B/B                     |
| Pol. Flumini              | Quartu Sant'Elena    | 12º posto in Serie B/A                    |
| A.C. Foroni               | Verona               | 7º posto in Serie B/B                     |
| Gordige Calcio Ragazze    | Cavarzere            | 1º posto in Serie C Veneto                |
| Grifo C.F. Perugia        | Perugia              | 1º posto in Serie C Marche                |
| A.C.F. Libertas Pasiano   | Pasiano di Pordenone | 1º posto in Serie C Friuli-Venezia Giulia |
| Packcenter A.C.F. Imolese | Imola                | 2º posto in Serie B/B                     |
| A.C. Reggiana Femminile   | Reggio Emilia        | 2º posto in Serie C Emilia-Romagna        |
| A.C.F. Spilamberto        | Spilamberto          | in Serie C Emilia-Romagna                 |
| A.C.F. Trento             | Trento               | 4º posto in Serie B/B                     |
| A.C.F. VeneziaJesolo      | Jesolo               | 5º posto in Serie B/B                     |
| Verona C.F.               | Verona               | 16º posto in Serie A                      |
| U.S.C.F. Vittorio Veneto  | Vittorio Veneto      | 10º posto in Serie B/B                    |

### Classifica finale
|  | Pos. | Squadra               | Pt | G  | V  | N  | P  | GF | GS  | DR   |
|  | ---- | --------------------- | -- | -- | -- | -- | -- | -- | --- | ---- |
|  | 1.   | Bologna CF            | 67 | 30 | 21 | 4  | 5  | 69 | 27  | +42  |
|  | 2.   | Packcenter Imolese    | 65 | 30 | 19 | 8  | 3  | 88 | 31  | +57  |
|  | 2.   | VeneziaJesolo         | 65 | 30 | 20 | 5  | 5  | 63 | 29  | +34  |
|  | 4.   | Verona CF             | 58 | 30 | 17 | 7  | 6  | 83 | 43  | +40  |
|  | 5.   | Grifo Perugia         | 50 | 30 | 14 | 8  | 8  | 56 | 38  | +18  |
|  | 6.   | Delfino               | 48 | 30 | 14 | 6  | 10 | 68 | 43  | +25  |
|  | 6.   | Trento                | 48 | 30 | 14 | 6  | 10 | 57 | 37  | +20  |
|  | 8.   | Dinamo Faenza         | 43 | 30 | 11 | 10 | 9  | 64 | 48  | +16  |
|  | 8.   | Reggiana              | 43 | 30 | 11 | 10 | 9  | 48 | 34  | +14  |
|  | 10.  | Libertas Pasiano (-1) | 38 | 30 | 10 | 9  | 11 | 38 | 40  | -2   |
|  | 11.  | Foroni                | 37 | 30 | 11 | 4  | 15 | 37 | 55  | -18  |
|  | 12.  | Vittorio Veneto       | 36 | 30 | 9  | 9  | 12 | 48 | 41  | +7   |
|  | 13.  | Gordige               | 30 | 30 | 8  | 6  | 16 | 63 | 59  | +4   |
|  | 14.  | Chiasiellis           | 26 | 30 | 7  | 5  | 18 | 30 | 64  | -34  |
|  | 15.  | Spilamberto           | 11 | 30 | 2  | 5  | 23 | 24 | 89  | -65  |
|  | 16.  | Flumini               | 3  | 30 | 1  | 0  | 29 | 8  | 166 | -158 |

Legenda:
      Promossa in Serie A
      Retrocessa in Serie C
Note:
Tre punti a vittoria, uno a pareggio, zero a sconfitta.
Il Libertas Pasiano ha scontato 1 punto di penalizzazione per una rinuncia.
Il Chiasiellis è stato successivamente riammesso a completamento organici.

## Girone C

### Squadre partecipanti
| Club                      | Città              | Stagione 1996-1997           |
| ------------------------- | ------------------ | ---------------------------- |
| A.C. Acquappesa           | Acquappesa         | 1º posto in Serie C Calabria |
| A.C.F. Aquile Palermo     | Palermo            | 1º posto in Serie C Sicilia  |
| A.S. Ars et Labor Mesagne | Mesagne            | 9º posto in Serie B/C        |
| A.C. Atletico Giarre      | Giarre             | 5º posto in Serie B/C        |
| A.S.I. Bari C.F.          | Bari               | 5º posto in Serie B/C        |
| Dopolavoro Ferroviario    | Roma               | 1º posto in Serie C Lazio    |
| A.C.F. Gravina            | Gravina di Catania | 14º posto in Serie A         |
| A.S. Gravina C.F.         | Gravina in Puglia  | 2º posto in Serie B/C        |
| Pol. Ludos                | Palermo            | 3º posto in Serie B/C        |
| A.S. Lux Chieti           | Chieti             | in Serie C                   |
| A.S. Martina Franca       | Martina Franca     | 8º posto in Serie B/C        |
| A.C.F. Perugia            | Perugia            | in Serie C Marche            |
| G.S. Roma C.F.            | Roma               | 3º posto in Serie B/C        |
| Teramo C.F.               | Teramo             | 11º posto in Serie B/B       |

### Classifica finale
|  | Pos. | Squadra                | Pt | G  | V  | N | P  | GF | GS | DR  |
|  | ---- | ---------------------- | -- | -- | -- | - | -- | -- | -- | --- |
|  | 1.   | Gravina                | 70 | 26 | 23 | 1 | 2  | 94 | 22 | +72 |
|  | 2.   | Roma CF                | 61 | 26 | 19 | 4 | 3  | 77 | 36 | +41 |
|  | 3.   | Ludos Palermo          | 55 | 26 | 17 | 4 | 5  | 71 | 34 | +37 |
|  | 4.   | Gravina in Puglia      | 53 | 26 | 16 | 5 | 5  | 57 | 13 | +44 |
|  | 5.   | Atletico Giarre        | 45 | 26 | 14 | 3 | 9  | 59 | 39 | +20 |
|  | 6.   | Aquile Palermo         | 44 | 26 | 13 | 5 | 8  | 59 | 50 | +9  |
|  | 7.   | Dopolavoro Ferroviario | 38 | 26 | 10 | 8 | 8  | 45 | 34 | +11 |
|  | 8.   | Martina Franca         | 37 | 26 | 11 | 4 | 11 | 52 | 41 | +11 |
|  | 9.   | Lux Chieti (-1)        | 36 | 26 | 11 | 4 | 11 | 39 | 43 | -4  |
|  | 10.  | ACF Perugia            | 23 | 26 | 7  | 2 | 17 | 31 | 61 | -30 |
|  | 11.  | Bari (-1)              | 21 | 26 | 7  | 1 | 18 | 37 | 93 | -56 |
|  | 12.  | Teramo                 | 20 | 26 | 5  | 5 | 16 | 36 | 70 | -34 |
|  | 13.  | Acquappesa             | 11 | 26 | 3  | 2 | 21 | 18 | 85 | -67 |
|  | 14.  | Ars et Labor Mesagne   | 5  | 26 | 1  | 2 | 23 | 21 | 75 | -54 |

Legenda:
      Promossa in Serie A
      Retrocessa in Serie C
Note:
Tre punti a vittoria, uno a pareggio, zero a sconfitta.
Il Lux Chieti e il Bari hanno scontato 1 punto di penalizzazione per una rinuncia.
La Roma, l'Atletico Giarre, il Dopolavoro Ferroviario, il Martina Franca, il Lux Chieti e il Bari hanno successivamente rinunciato all'iscrizione in Serie B.

## Verdetti finali
- GEAS Ambrosiana, Bologna e Gravina Catania promossi in Serie A.
- Alessandria, Rossiglione, Spezia, Chiasiellis, Spilamberto, Flumini, Teramo, Acquappesa e Ars et Labor Mesagne retrocessi nei rispettivi campionati regionali di Serie C.